# Marjorie Henderson Buell
Marjorie Henderson Buell (Filadélfia, Pensilvânia, 11 de dezembro de 1904 — Elyria, 30 de maio de 1993) foi uma desenhista dos Estados Unidos, que ficou conhecida por Marge. Foi a criadora da Turma da Luluzinha (Little Lulu, na versão original), personagem que apareceu pela primeira vez em 1935 e que mais tarde ganhou desenho animado e revistas em quadrinhos, que fizeram grande sucesso em vários países do mundo, entre eles o Brasil.